# James Friskin
James Friskin, né le 3 mars 1886 à Glasgow et mort le 16 mars 1967 à New York, est un pianiste, compositeur et professeur de musique écossais installé aux États-Unis en 1914.

## Biographie
Friskin étudie au Royal College of Music auprès de Edward Dannreuther (pour la composition musicale) et auprès de Charles Villiers Stanford (pour le piano). Après avoir achevé ses études, il enseigne de 1909 à 1914 au Royal National College for the Blind (en). En 1914, il émigre aux États-unis où il enseigne à l'Institute of Musical Arts. Il est membre du corps professoral de la Juilliard School dès l'origine et continue à y enseigner jusqu'à sa mort.
Il épouse la compositrice et violoniste anglaise Rebecca Clarke (1886-1979) à New York en 1944,,.
En 1925, il est le premier pianiste à interpréter les Variations Goldberg de Bach aux États-Unis. Il enregistre cette œuvre en 1956. En 1934, il interprète les deux livres du Clavier bien tempéré en deux récitals à New York.
Dans sa nécrologie, le The New York Times écrit « Il s'est fait connaître spécialiste de Bach bien avant que d'autres commencent à se spécialiser dans les compositeurs baroques » et « il n'exagère ni ne fausse la musique et joue Bach d'une manière qui va au cœur de la musique. Friskin n'était pas pédant dans son approche de Bach. Il n'était pas non plus trop romantique, accusation qui a été portée contre certains de ses plus célèbres contemporains ».

## Compositions
Ces compositions sont référencées ici, :
- Ballade en ut majeur pour piano
- Sonate pour violoncelle en fa majeur
- Ouverture de concert
- Elegy pour alto ou clarinette et piano (1912) [6].
- Impromptu pour violoncelle et piano
- Nocturne en mi bémol pour piano
- Phantasy pour quatuor à cordes, lauréat d'un prix Cobbett en 1906[7].
- Phantasy pour trio avec piano en mi mineur[8].
- Phantasy Quintet (pour piano, 2 violons, alto et violoncelle) (1910 ou 1912) [9].
- Concerto pour piano
- Quatuor avec piano en sol mineur
- Quintette avec piano en ut mineur, op. 1 (1907) [10].
- Romance pour violoncelle et piano
- Romance pour violon et piano
- Scherzo pour violoncelle et piano
- Sonate pour piano en la mineur
- Suite en ré mineur
- Trois pièces pour piano
- Trois motets sacrés pour chœur non accompagné en cinq parties
- Sonate pour violon en sol majeur

## Publications
- James Friskin, The Principles of Pianoforte Practice, Literary Licensing, LLC, 7 août 2014 (1re éd. 1921) (ISBN 978-1-4981-6918-9)
- James Friskin et Irwin Freundlich, Music for the Piano : A Handbook of Concert and Teaching Material from 1580 to 1952, Dover Publications, 17 février 2011, Revised éd. (1re éd. 1954), 434 p. (ISBN 978-0-486-22918-8, lire en ligne)